# Alexandre Lacazette
Pour les articles homonymes, voir Lacazette.
Alexandre Lacazette, né le 28 mai 1991 à Lyon, est un footballeur international français qui évolue au poste d'attaquant au Neom SC.
Il fait ses débuts professionnels avec l'Olympique lyonnais en 2010. Il devient progressivement titulaire, remporte la Coupe de France et le Trophée des Champions en 2012 et s'impose comme l'un des meilleurs acteurs du championnat dont il termine meilleur buteur et meilleur joueur de la saison 2014-2015, avec 27 buts.
En 2017, il rejoint le club anglais d'Arsenal où il gagne la Coupe d'Angleterre et le Community Shield et participe grandement au parcours jusqu'en finale de la Ligue Europa 2019 perdue face à Chelsea.
Après cinq saisons outre-Manche, l'attaquant revient dans son club formateur en 2022 et hérite du brassard de capitaine. Auteur de 201 buts sous le maillot lyonnais dont plus de 150 en Ligue 1, il est le deuxième meilleur buteur de l'histoire de l'OL.
Champion d'Europe des moins de 19 ans avec l'équipe de France en 2010, Lacazette débute chez les A trois ans plus tard et y compte seize sélections et trois buts entre 2013 et 2017. Il est également médaillé d'argent aux Jeux olympiques de Paris 2024 avec l'équipe de France olympique.

## Biographie

### Enfance
Originaire des Abymes en Guadeloupe, où il se rend souvent pour se ressourcer, Lacazette commence le football dans le club de l'Élan Sportif du 8e arrondissement de Lyon, situé dans son quartier à Mermoz avant d'intégrer le centre de formation de l'Olympique lyonnais lors de l'année 2003.

### Carrière en club

#### Olympique lyonnais (2008-2017)

##### Débuts lyonnais (2008-2012)
Lacazette rejoint dans un premier temps l'équipe réserve des Gones en 2008. Le 23 août 2008, âgé de 17 ans, il fait ses débuts senior en étant titularisé par Robert Valette contre Agde en CFA, quatrième niveau français. Lacazette inscrit ses premiers buts, un doublé, le 23 mars 2009 à l'occasion d'une victoire 4-0 face au Gazélec Ajaccio. Le jeune attaquant finit la saison 2008-09 avec 19 matchs de championnat pour 5 buts tandis que la réserve est sacrée championne de France des réserves.
Lacazette se révèle définitivement lors de la saison 2009-10 en marquant 12 buts en 22 matchs de CFA. Il réalise notamment trois doublés, respectivement contre Toulon, Le Pontet et la réserve Grenoble. L'équipe B se classe quatrième de son groupe et se qualifie pour la phase finale des réserves. En demi-finale, Lacazette marque à deux reprises face à la réserve du Paris Saint-Germain (victoire 0-3). Les Lyonnais remportent la finale aux dépens de la réserve du Havre sur le score de 3-2 et sont de nouveau sacrés champion de France des réserves.
Il fait ses débuts en Ligue 1 le 5 mai 2010, lors d'un match face à Auxerre.
Le 3 juin 2010, Lacazette signe son premier contrat professionnel, d'une durée de 3 ans, en faveur de l'Olympique lyonnais. Ce nouveau bail ne prend cependant effet qu'à compter du 1er juillet 2011, car il lui reste un an de contrat de stagiaire à honorer.
Il inscrit son premier but en Ligue 1 avec l'OL le 30 octobre 2010, lors d'une rencontre face à Sochaux. Il fait sa première apparition en Ligue des champions le 2 novembre 2010 en entrant en jeu contre le Benfica Lisbonne lors de la 4e journée des phases de poules et délivre à cette occasion deux passes décisives dans la défaite (3-4) de son équipe. Il inscrit son premier but dans cette compétition lors de la 6e journée, le 7 décembre 2010 contre l'Hapoël Tel-Aviv (2-2) où il marque le but égalisateur.
Bien qu'il ne joue que très peu de matchs avec l'équipe première, cette saison 2010-2011 est pour lui une véritable révélation. En effet, il joue en Ligue des Champions et en championnat, et surtout il est appelé pour disputer la Coupe du monde des moins de 20 ans en Colombie. Toujours actif avec la réserve, Lacazette marque 6 buts en 12 matchs.
Après avoir atteint les demi-finales de cette compétition, Lacazette aborde la saison 2011-2012 en concurrence avec Jimmy Briand pour la place de troisième attaquant derrière Lisandro López et Bafétimbi Gomis. Cependant, l'entraineur Rémi Garde fait régulièrement appel à lui en tant que joueur de couloir pour pallier les nombreuses blessures qui affectent l'effectif de l'OL lors de la première moitié de saison. C'est dans cette configuration qu'il inscrit son second but en professionnel, le 6 novembre 2011, de nouveau contre l'équipe de Sochaux. Durant la trêve internationale du mois de novembre, Bernard Lacombe indiquera qu'Alexandre Lacazette est, parmi les jeunes du centre de formation, « le plus près des pros au niveau des attaquants. Il fait penser à Sylvain Wiltord dans ses enchaînements, la prise de balle, il sent le jeu, il joue juste ».
Le 7 décembre 2011, il participe à la victoire exceptionnelle de l'OL en Ligue des champions sur la pelouse du Dinamo Zagreb. Grâce à un score de 7 buts à 1, les Lyonnais accèdent aux huitièmes de finale pour la neuvième année consécutive.
Lacazette inscrit son premier doublé le 31 janvier 2012 lors de la demi-finale de Coupe de la Ligue contre le FC Lorient : il permet d'abord à l'OL de réduire l'écart puis scelle la victoire de son équipe en inscrivant le quatrième but (score final 2-4). Le 8 février, lors d'un match de coupe de France face aux Girondins de Bordeaux, il inscrit le but de l'égalisation avant de voir son équipe s'imposer en prolongation (3-1). Le 14 février, en huitièmes de finale aller de la Ligue des champions, il inscrit l'unique but de l'OL contre l'APOEL Nicosie, avant de marquer à nouveau lors du match de la 27e journée de Ligue 1 contre Lille. Le 28 avril 2012, il est titulaire lors de la finale de la coupe de France face à l'US Quevilly, réalise une passe décisive lors de la victoire 1 à 0 de son équipe et remporte le premier titre de sa carrière professionnelle.

##### Espoir de Ligue 1 (2012-2014)
Au début de la saison 2012-2013, il prend le numéro 10 laissé vacant après le départ d'Ederson.
Le 28 juillet 2012 au Red Bull Arena à New York, il est décisif dans la victoire de son équipe lors du Trophée des champions face à Montpellier HSC, en adressant une passe décisive à Jimmy Briand (2-2 a.p., 4 tab à 2).
Durant la saison 2013-2014, alors qu'il ne jouait qu'ailier droit pendant un bon bout de temps, Rémi Garde va changer le poste du jeune attaquant en l'installant en attaquant de pointe avec Bafétimbi Gomis, son réel poste où il est le plus prolifique. Il commence la saison sur de bons rails et fait de même durant toute la saison où il finit septième meilleur buteur du championnat de France avec 15 buts et un total de 22 buts toutes compétitions confondues. Il réalise alors la meilleure saison de sa carrière.

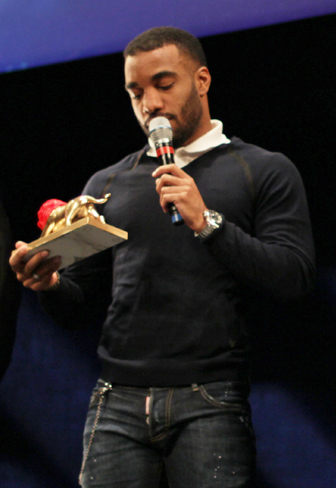
Lacazette aux Lions du Sport en février 2015.

##### Explosion d'un buteur (2014-2015)
Il commence bien la saison 2014-2015, comptant 10 buts et 4 passes décisives, ce qui lui vaut de réaliser le meilleur début de saison de sa carrière. Lors de la 13e journée, il devient meilleur buteur du championnat avec 11 buts, ainsi que le Lyonnais le plus dangereux avec 4 passes décisives à son actif. Durant la 18e journée, il marque un doublé face au Stade Malherbe de Caen. Avec 15 buts en 18 journées, il marque ainsi autant de buts que lors de la saison 2013-2014. Il explique que lors d'un stage de l'olympique lyonnais en juillet 2013 à New York où se trouvait Thierry Henry, ce dernier donna des conseils sur son jeu, lui conseillant de travailler sans relâche pour être toujours au niveau, ce qui a encouragé le jeune attaquant à s'améliorer devant les buts. À l'issue de la première partie de saison, il vire en tête du classement des buteurs avec 17 buts à la suite de son doublé face aux Girondins de Bordeaux. En championnat, l'OL finit cette première partie de saison à la seconde place, à deux points du leader, Marseille, mais devant le tenant du titre, le PSG. Lors de la 20e journée, il marque un quatrième doublé consécutif dans l'élite durant le match face à Toulouse. Il a donc marqué 19 buts en 20 matches de Ligue 1. Il est le second meilleur buteur européen derrière Cristiano Ronaldo. Grâce à lui, l'OL s'installe provisoirement à la tête de la ligue 1 pour la première fois de la saison,. Lors de la journée suivante, il marque sur penalty face à Lens, ce qui lui permet de battre son record de but toutes compétitions confondues qui était de 22 la saison passée et qui est à 23 lors de cette 21e journée. Il impressionne ses coéquipiers par sa régularité devant les buts,. En janvier 2015, lors d'un match contre Metz, il marque sur pénalty. Quelques minutes plus tard, il se blesse lors d'un contrôle aérien avec le pied et doit céder sa place. Il souffre d'une lésion musculaire à la cuisse. Sonny Anderson, l'ancien attaquant brésilien de l'Olympique lyonnais dit de Lacazette qu'il « est déjà dans le cercle des grands attaquants de l'OL ». Début mars, il inscrit un doublé face à Montpellier dans la large victoire de son équipe 5-1. Le 4 avril 2015, il est nommé capitaine en l'absence de Gonalons qui est suspendu, face à Guingamp. Il inscrit un but sur penalty et égale le record de but en une saison avec l'Olympique lyonnais de Bernard Lacombe. Le 15 avril 2015, il marque son 25e but en championnat de la saison et égale ainsi l'ancien lyonnais André Guy. Quelques jours plus tard, lors du derby contre Saint-Étienne, Lyon obtient le nul 2-2 qui lui permet de reprendre la tête du championnat à la différence de buts. Le 26 avril 2015, Lacazette marque son 26e but de la saison pendant la victoire 4-2 contre Reims et devient le meilleur buteur de l'histoire de Lyon en championnat sur une saison. Grâce à sa bonne saison, il remporte le titre de meilleur joueur aux Trophées UNFP.

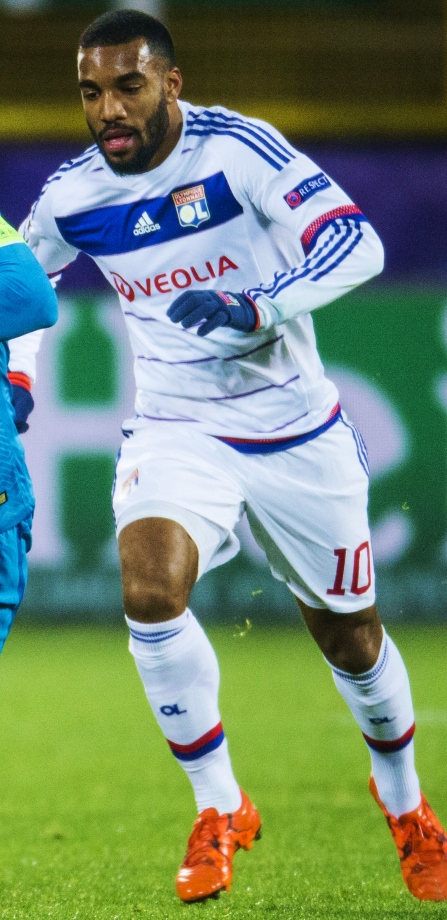
Lacazette sous le maillot lyonnais en 2015.

##### Début de saison difficile puis fin en boulet de canon (2015-2016)
Le 8 août 2015, il prolonge son contrat d'une saison, se liant ainsi au club jusqu'en 2019. Lacazette marque son premier but face à Marseille, en transformant un penalty qu'il a lui-même provoqué. La rencontre se solde par un nul 1-1 après avoir été arrêtée pendant quelques minutes à la suite d'incidents provoqués par des supporteurs. Il réalise un hat-trick dans le dernier derby à Gerland, ce qui permet à l'Olympique lyonnais de remporter le match 3-0. Pourtant, de nombreux doutes sont émis sur la forme de l'attaquant, nettement moins efficace que la saison passée. Le 9 janvier 2016, il devient le tout premier buteur de l'histoire du Parc Olympique lyonnais, le nouveau stade de l'OL, en marquant lors du match inaugural face à Troyes,. Il se rattrape en réalisant une deuxième partie de saison exceptionnelle, à l'image de son club qui finit 2e du championnat de France derrière le Paris Saint-Germain et devant AS Monaco, se qualifiant directement pour la Ligue des champions. Il marque 23 buts en 43 rencontres toutes compétitions confondues, dont un deuxième triplé, au Parc OL celui-ci, pour la victoire six buts à un de l'OL face à ce même AS Monaco.

##### L'affirmation en Europe (2016-2017)
Lacazette commence la saison en trombe avec un triplé dès la première journée à Nancy pour une victoire trois buts à zéro, puis un doublé sur deux penaltys lors de la deuxième journée face à Caen (2-0). Il enchaîne ensuite avec un but face à Dijon mais se blesse quelques minutes plus tard au genou et se voit contraint de sortir juste avant la mi-temps. Son absence dure seulement quelques jours mais il doit déclarer forfait pour les matchs de la France contre l'Italie et contre la Biélorussie. Il revient titulaire contre les Girondins de Bordeaux et se blesse à nouveau pour une durée minimum de trente jours. Le 29 octobre 2016, il inscrit son 100e but sous le maillot Lyonnais, sur pénalty, comme Juninho avant lui, puis son 101e but, contre Toulouse et devient donc 4e meilleur buteur de l'histoire du club.
Auteur de 15 buts dont 13 en Ligue 1 en 14 matchs (13 titularisations) à la mi-saison, il atteint le total de 28 buts en championnat sur une année civile, faisant de lui le meilleur buteur français des cinq grands championnats en 2016, et devenant le premier français depuis Jean-Pierre Papin en 1991 - année de son ballon d'or - à atteindre ce total. Il est élu Lyonnais de l'année par le club le 29 décembre 2016. Le samedi 11 février 2017, pourtant vertement critiqué pour ses envies de départs lors du match contre Nancy par le Parc OL - victoire 4-0 de l'OL, but de Lacazette sur pénalty - il inscrit d'une sublime reprise de volée sur une action en une touche menée par Jérémy Morel son 20e but de la saison. Il ne peut cependant empêcher la défaite des siens (2-1) contre l'Guingamp. Il atteint 20 buts pour la troisième année consécutive. Il est ainsi le premier français depuis Jean-Pierre Papin en 1992 et le premier joueur de Ligue 1 depuis Pauleta à réussir cet exploit, chose que par exemple Zlatan Ibrahimović lui-même n'était pas parvenu à réaliser. Il marque à nouveau en coupe d'Europe, avec un doublé en 1/16 de finale de Ligue Europa, un but en 1/8 contre la Roma et un autre en 1/4. L'OL se qualifie donc pour les demi-finales. Son but contre la Roma le 9 mars 2017 en 1/8 lui vaut le surnom de Général Lacazette prononcé la première fois par Philippe Genin,, alors commentateur pour BeIn Sports. Le surnom est resté et est souvent utilisé par les supporteurs de l’OL. Cependant le buteur maison de L’Olympique lyonnais se blesse lors du quart de finale retour contre le Besiktas. Remplaçant au début de la première période, en demi-finale aller face à l'Ajax Amsterdam, Lacazette et ses coéquipiers s'inclinent lourdement 4-1. Les lyonnais l’ont emporté 3-1, au Parc OL. Il marque deux buts mais le dernier club français en lice échoue d’un rien devant son rêve de finale européenne. Il nommé pour le titre de meilleur joueur de Ligue 1 2016-2017 aux côtés du buteur uruguayen Edinson Cavani, de l'Italien Marco Verratti et du fantasque Portugais Bernardo Silva. Il annonce dans un entretien avec L'Équipe quitter l'Olympique lyonnais à l'issue de la saison. Il marque son 99e et 100e but en Ligue 1 lors de la dernière journée contre Nice.

#### Arsenal (2017-2022)
Le 5 juillet 2017, il s'engage avec Arsenal pour cinq années dans le cadre d'un transfert estimé à soixante millions d'euros, la même année que le départ du club lyonnais de Corentin Tolisso et après Samuel Umtiti en 2016,,.
Arsenal ayant gagné l'édition 2016-2017 de la Coupe d'Angleterre, les Gunners affrontent Chelsea, vainqueur du championnat anglais la saison précédente, dans le cadre du Community Shield. Titularisé lors de ce match, il effectue ainsi ses débuts en compétition officielle. Il ne parvient pas à marquer et est remplacé par son compatriote Olivier Giroud à la 66e minute de jeu. Le score à la fin du temps réglementaire est de un but partout et Arsenal remporte finalement la rencontre aux tirs au but, constituant le premier titre de la saison pour le club et Lacazette. Il marque son premier but avec Arsenal en match officiel contre Leicester lors de la première journée de Premier League après deux minutes de jeu. Lors du derby contre Tottenham, il délivre sa première passe pour Alexis Sánchez.
Il atteint la demi-finale de la Ligue Europa après avoir éliminé notamment l'AC Milan. Arsenal est sorti à son tour par le futur vainqueur, l'Atlético Madrid (1-1; 0-1)
Arsenal termine à la sixième place du championnat et Lacazette affiche un honorable bilan de 14 buts en championnat pour sa première saison.
Après une bonne présaison, Lacazette, sous les ordres du nouvel entraîneur Unai Emery, commence la saison sur le banc. Il gagne peu à peu sa place dans le 11 de départ, en se montrant de plus en plus décisif et en participant grandement à la série de 11 victoires consécutives toutes compétitions confondues de son club (plus longue série depuis 2007), et forme un duo redoutable avec Pierre-Emerick Aubameyang. Outre ses instincts de buteur, Alexandre Lacazette confirme son impact dans le jeu par de nombreuses passes décisives. Lacazette s'illustre également dans l'art du coup franc direct. Il marque notamment un coup franc de près de trente mètres contre le SSC Napoli en quarts-de-finale de la Ligue Europa 2018-2019 le 18 avril 2019, offrant la victoire 1-0 aux Gunners et la qualification avec un score cumulé de 3-0 (2-0 à l'Emirates, 0-1 pour Arsenal au San Paolo).
En mai 2019, il est rapporté que le FC Barcelone songerait à le recruter. Interrogé à ce propos, le joueur se contente de répondre que cet intérêt est "flatteur". Le joueur poursuit néanmoins avec Arsenal pour la saison 2019-2020.
En août 2020, il remporte le Community Shield sans rentrer en jeu. Il commence la saison 2020-2021 en étant titulaire et en marquant un but lors de ses trois premiers matches : contre Fulham (3-0), à West Ham (victoire 2-1 lors de la seconde journée de championnat), et face a Liverpool (défaite 3-1). Contre Fulham, Alexandre Lacazette franchit la barre des 50 buts avec les Gunners. Il devient alors le quatrième meilleur buteur français de l'histoire du club en devançant Sylvain Wiltord (49 buts), mais derrière Thierry Henry (228), Olivier Giroud (105) et Robert Pirès (84). Mais après cela il va connaitre une très longue disette en championnat avec 11 matchs d'affilée sans marquer. En Ligue Europa, il est capitaine lorsqu'il joue (3 match sur 6 en phase de poule). Lors du Boxing Day, il redevient titulaire et inscrit un but contre Chelsea, puis un autre en rentrant en jeu face à Brighton, et un doublé contre West Bromwich pour le total de 3 victoires. Mais Arsenal est mal embarqué a la mi-saison car le club est éliminé des 2 coupes et pointe à la moitié du classement et est donc très loin des places européennes et ne compte plus que sur l'Europa League pour participer a une coupe d'Europe la saison suivante. Lors des 16e de finale de la C3, il ne joue pas le match aller et rentre à la fin du match retour et son club se qualifie de justesse face au Benfica Lisbonne (4-3 en cumulé). En Premier League, il marque 5 buts en 6 matchs y compris pendant le North London derby. Il marque aussi 2 buts face au Slavia Prague pour se qualifier en demi-finale de l'Europa League où il retrouve son ancien entraîneur Unai Emery. C'est sa 4e demi-finale de Ligue Europa en 5 ans.
Il est porteur du brassard de capitaine durant la saison 2021-2022. Le 3 juin 2022, l'équipe londonienne annonce son départ via un communiqué.

#### Retour à l'Olympique lyonnais (2022-2025)
Le 8 juin 2022, Lacazette revient dans son club formateur, l'Olympique lyonnais, où il s'engage jusqu'en 2025. Le club officialise son arrivée le 9 juin. Il récupère le brassard de capitaine dès l'entame la saison 2022-2023, l'équipe lyonnaise étant alors dirigée par Peter Bosz. Il reçoit la même confiance de la part du nouvel entraîneur Laurent Blanc, intronisé en octobre 2022 à la suite des mauvais résultats du club. Il acte son retour en France avec un total de 31 buts sur la saison. Le général se rapproche alors peu à peu du record de buts détenu par Di Nallo. Lors de la saison 2023-2024, il marque 22 buts. Durant cette saison, le club lyonnais pointe à un moment donné en dernière position du championnat et Lacazette perd sa place de titulaire sous le mandat de Fabio Grosso. Il la récupère après l'intronisation de Pierre Sage et contribue à la remontée lyonnaise au classement ainsi qu'à la qualification du club pour la finale de la Coupe de France, perdue contre le PSG. À l'été 2024, il est suivi par le club saoudien d'Al-Qadsiah qui lui propose un salaire de 30 millions d'euros pour deux ans de contrat. Alors que l'Olympique lyonnais ne s'oppose pas à un potentiel transfert, Lacazette choisit de ne pas donner suite à cette proposition et de rester à Lyon.
Moins performant en début de saison 2024-2025, Lacazette est plus efficace en deuxième moitié de saison alors que l'entraîneur lyonnais a changé, Pierre Sage ayant été remplacé par Paulo Fonseca. Lacazette est capitaine du club et est un relais de l'entraîneur auprès de ses coéquipiers. Son statut de titulaire est remis progressivement en question, Georges Mikautadze l'étant plus régulièrement à sa place au fil de la saison. Alors que Lacazette est initialement le tireur attitré de penaltys lyonnais, Mikautadze lui passe également devant dans la hiérarchie y compris lorsque les deux joueurs sont alignés ensemble sur le terrain. Alors que son départ du club en fin de saison se précise, un hommage lui est rendu lors de la dernière journée du championnat et la réception du SCO Angers, un match où il inscrit les deux buts de la victoire lyonnaise. Il quitte ainsi son club formateur en légende, ayant inscrit un total de 201 buts en matchs officiels avec l'Olympique lyonnais.

#### Neom Sports Club
Le 1er juillet 2025, le club saoudien du Neom Sports Club, promu en Saudi Pro League, annonce le recrutement d'Alexandre Lacazette sans préciser la durée du contrat du joueur français.

### En équipe nationale

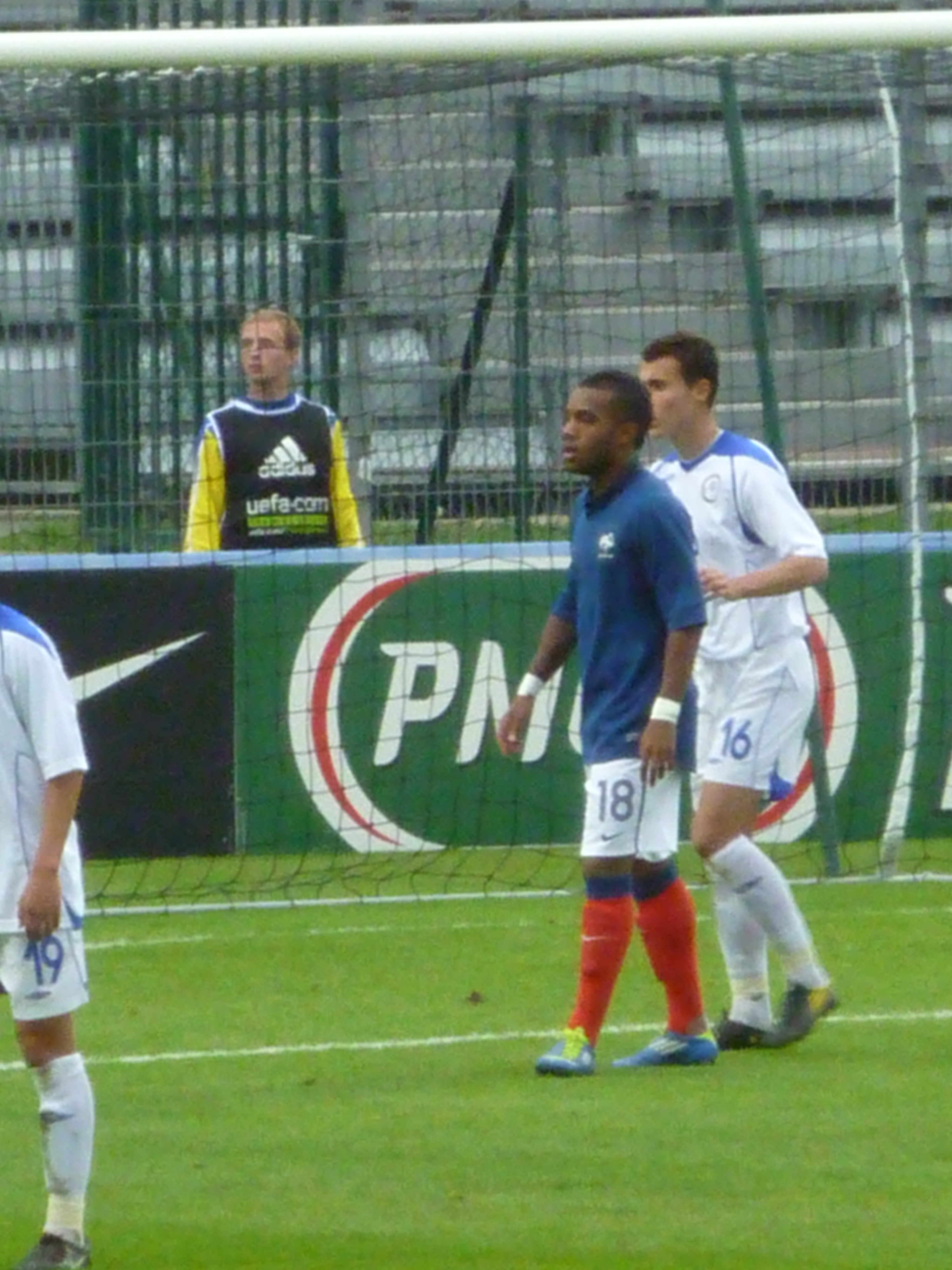
Alexandre Lacazette avec l'équipe de France des moins de 21 ans.

Régulièrement sélectionné avec les équipes de France de jeunes, il participe au Championnat d'Europe des moins de 17 ans en 2008, au Championnat d'Europe des moins de 19 ans en 2010 puis à la Coupe du monde des moins de 20 ans en 2011. Le sélectionneur des Bleuets, Francis Smerecki, voit en lui « un attaquant d'aujourd'hui, vif et opportuniste. […] Mais il lui manque de la constance ».
Le 30 juillet 2010, l'équipe de France des moins de 19 ans devient championne d'Europe en battant l'Espagne (2-1). Performant à chacune de ses entrées, Alexandre Lacazette délivre les Bleuets lors de la finale en marquant le second but victorieux, après avoir remplacé Gilles Sunu, auteur du premier but français.
Le 14 août 2011, il inscrit un doublé pour l'équipe de France des moins de 20 ans en quart de finale de la coupe du monde des moins de 20 ans de la FIFA contre le Nigeria, dont un but en prolongations. Il termine meilleur buteur de la compétition avec 5 buts, ex æquo avec Henrique et Álvaro Vázquez.
Le 29 septembre 2011, grâce à ses performances en moins de 20 ans, il est sélectionné en équipe de France espoirs par Erick Mombaerts pour participer aux éliminatoires de l'Euro 2013. Alexandre Lacazette inscrit son premier but dans cette catégorie le 10 novembre 2011. Il surgit à la limite du hors-jeu et trompe le gardien de la Roumanie d'une frappe puissante pour offrir le second but de l'équipe de France (3-0). À l'issue de ce match, les Bleuets se hissent à la première place de leur groupe. Le 28 février 2012, il commence peu à peu à s'imposer chez les bleuets en étant titulaire et buteur contre l'Italie (1-1).
Lors du rassemblement de l'équipe de France de football à Clairefontaine, entre le match de qualification pour la Coupe du monde 2014 contre la Finlande et celui contre la Biélorussie, Didier Deschamps le fera participer à l'entrainement des A (avec Benjamin Stambouli) alors qu'ils étaient en rassemblement avec les Espoirs. Le lendemain les Bleuets battent le Chili 4-0 en amical avec un but de Lacazette d'une reprise de volée du plat du pied.
Le 23 mai 2013, à la suite de la blessure de Jérémy Ménez, il est appelé pour la première fois en équipe de France A afin d'affronter l'Uruguay et le Brésil. Le 5 juin 2013, il entre en jeu contre l'Uruguay et honore donc sa première sélection avec les bleus.
Il joue son premier match titulaire avec les Bleus le 14 novembre 2014 face à l'Albanie. Cependant, il ne marque pas, et laisse sa place à André-Pierre Gignac, son principal concurrent en bleu comme en Ligue 1 (27 buts pour Lacazette et 20 buts pour Gignac à ce jour). Il marque son premier but en Bleu le 29 mars 2015 lors d'un match amical opposant l'équipe de France au Danemark au stade Geoffroy Guichard, à Saint-Étienne,.
Non retenu initialement pour disputer les rencontres internationales contre l'Arménie et le Danemark en octobre 2015, Lacazette peut prendre part à ces rencontres après avoir été rappelé par le sélectionneur Didier Deschamps en remplacement de Paul-Georges Ntep, blessé.
Non retenu parmi les 23 joueurs français sélectionnés pour disputer l'Euro 2016, il fait partie d'un groupe de huit réservistes présents lors de la préparation de l'équipe de France et susceptibles de pouvoir remplacer un joueur sélectionné qui serait blessé.
Il est rappelé en juin 2017, pour trois matches des Bleus, mais il n'en joue qu'un seul face au Paraguay où il délivre une passe décisive à Moussa Sissoko peu de temps après son entrée en jeu. L'équipe de France s'impose largement (5-0).
Le 14 novembre 2017, il inscrit un doublé contre l'Allemagne en match amical à Cologne (2-2). Sa prestation est saluée par la presse française,,. Alexandre Lacazette n'est pourtant plus appelé après ce match.
Le 3 juin 2024, Thierry Henry le sélectionne dans une pré-liste de 25 joueurs afin de disputer les Jeux olympiques 2024 à Paris. Il est désigné capitaine de cette sélection. Le 8 juillet, il est convoqué dans la liste définitive des 18 joueurs. Le 24 juillet, lors du premier match de poules face aux États-Unis il ouvre le score d'une frappe lointaine contribuant au succès des siens 3-0. Il est médaillé d'argent après une défaite en finale face à l'Espagne 3-5 après prolongation.

## Style de jeu
Alexandre Lacazette est un joueur complet. Il est rapide, bon dribbleur, bon finisseur et dispose d'une frappe très précise et surtout d'une lucidité offensive très élevée. Il est à l'aise des deux pieds mais son pied fort est le droit, ce qui lui permet de faire la différence face aux défenseurs.

## Statistiques
| Saison                | Club                    | Championnat           | Championnat | Championnat | Championnat | Coupe nationale | Coupe nationale | Coupe nationale | Coupe de la Ligue | Coupe de la Ligue | Coupe de la Ligue | Supercoupe | Supercoupe | Supercoupe | Compétition(s) continentale(s) | Compétition(s) continentale(s) | Compétition(s) continentale(s) | Compétition(s) continentale(s) | Autres compétitions | Autres compétitions | Autres compétitions | Autres compétitions | Total | Total | Total |
| Saison                | Club                    | Division              | M.          | B.          | P.d.        | M.              | B.              | P.d.            | M.                | B.                | P.d.              | M.         | B.         | P.d.       | Comp.                          | M.                             | B.                             | P.d.                           | Comp.               | M.                  | B.                  | P.d.                | M.    | B.    | P.d.  |
| 2008-2009             | Olympique lyonnais rés. | CFA                   | 19          | 5           | -           | -               | -               | -               | -                 | -                 | -                 | -          | -          | -          | -                              | -                              | -                              | -                              | CFR                 | 2                   | 0                   | -                   | 21    | 5     | 0     |
| 2009-2010             | Olympique lyonnais rés. | CFA                   | 23          | 12          | -           | -               | -               | -               | -                 | -                 | -                 | -          | -          | -          | -                              | -                              | -                              | -                              | CFR                 | 2                   | 2                   | -                   | 25    | 14    | 0     |
| 2010-2011             | Olympique lyonnais rés. | CFA                   | 12          | 6           | -           | -               | -               | -               | -                 | -                 | -                 | -          | -          | -          | -                              | -                              | -                              | -                              | -                   | -                   | -                   | -                   | 12    | 6     | 0     |
| Sous-total            | Sous-total              | Sous-total            | 54          | 23          | -           | -               | -               | -               | -                 | -                 | -                 | -          | -          | -          | -                              | -                              | -                              | -                              | -                   | 4                   | 2                   | -                   | 58    | 25    | 0     |
| 2009-2010             | Olympique lyonnais      | Ligue 1               | 1           | 0           | 0           | -               | -               | -               | -                 | -                 | -                 | -          | -          | -          | -                              | -                              | -                              | -                              | -                   | -                   | -                   | -                   | 1     | 0     | 0     |
| 2010-2011             | Olympique lyonnais      | Ligue 1               | 9           | 1           | 0           | -               | -               | -               | -                 | -                 | -                 | -          | -          | -          | C1                             | 2                              | 1                              | 2                              | -                   | -                   | -                   | -                   | 11    | 2     | 2     |
| 2011-2012             | Olympique lyonnais      | Ligue 1               | 29          | 5           | 1           | 4               | 2               | 1               | 4                 | 2                 | 0                 | -          | -          | -          | C1                             | 6                              | 1                              | 1                              | -                   | -                   | -                   | -                   | 43    | 10    | 3     |
| 2012-2013             | Olympique lyonnais      | Ligue 1               | 31          | 3           | 4           | -               | -               | -               | -                 | -                 | -                 | 1          | 0          | 1          | C3                             | 5                              | 1                              | 0                              | -                   | -                   | -                   | -                   | 37    | 4     | 5     |
| 2013-2014             | Olympique lyonnais      | Ligue 1               | 36          | 15          | 3           | 2               | 2               | 0               | 4                 | 3                 | 3                 | -          | -          | -          | C1+C3                          | 4+8                            | 0+2                            | 0+1                            | -                   | -                   | -                   | -                   | 54    | 22    | 7     |
| 2014-2015             | Olympique lyonnais      | Ligue 1               | 33          | 27          | 5           | 2               | 2               | 2               | 1                 | 1                 | 0                 | -          | -          | -          | C3                             | 4                              | 1                              | 0                              | -                   | -                   | -                   | -                   | 40    | 31    | 7     |
| 2015-2016             | Olympique lyonnais      | Ligue 1               | 34          | 21          | 3           | 2               | 0               | 1               | 1                 | 0                 | 0                 | 1          | 0          | 0          | C1                             | 6                              | 2                              | 0                              | -                   | -                   | -                   | -                   | 44    | 23    | 4     |
| 2016-2017             | Olympique lyonnais      | Ligue 1               | 30          | 28          | 3           | 1               | 1               | 1               | 1                 | 1                 | 0                 | 1          | 0          | 0          | C1+C3                          | 4+8                            | 1+6                            | 0+1                            | -                   | -                   | -                   | -                   | 45    | 37    | 5     |
| Sous-total            | Sous-total              | Sous-total            | 203         | 100         | 19          | 11              | 7               | 5               | 11                | 7                 | 3                 | 3          | 0          | 1          | -                              | 47                             | 15                             | 5                              | -                   | -                   | -                   | -                   | 275   | 129   | 33    |
| 2017-2018             | Arsenal FC              | Premier League        | 32          | 14          | 4           | -               | -               | -               | 2                 | 0                 | 0                 | 1          | 0          | 0          | C3                             | 4                              | 3                              | 0                              | -                   | -                   | -                   | -                   | 39    | 17    | 4     |
| 2018-2019             | Arsenal FC              | Premier League        | 35          | 13          | 8           | 2               | 0               | 1               | 2                 | 1                 | 0                 | -          | -          | -          | C3                             | 10                             | 5                              | 2                              | -                   | -                   | -                   | -                   | 49    | 19    | 11    |
| 2019-2020             | Arsenal FC              | Premier League        | 30          | 10          | 5           | 4               | 0               | 0               | -                 | -                 | -                 | -          | -          | -          | C3                             | 5                              | 2                              | 0                              | -                   | -                   | -                   | -                   | 39    | 12    | 5     |
| 2020-2021             | Arsenal FC              | Premier League        | 31          | 13          | 2           | 2               | 0               | 1               | 2                 | 1                 | 0                 | -          | -          | -          | C3                             | 8                              | 3                              | 0                              | -                   | -                   | -                   | -                   | 43    | 17    | 3     |
| 2021-2022             | Arsenal FC              | Premier League        | 30          | 4           | 7           | 1               | 0               | 0               | 5                 | 2                 | 1                 | -          | -          | -          | -                              | -                              | -                              | -                              | -                   | -                   | -                   | -                   | 36    | 6     | 8     |
| Sous-total            | Sous-total              | Sous-total            | 158         | 54          | 26          | 9               | 0               | 2               | 11                | 4                 | 1                 | 1          | 0          | 0          | -                              | 27                             | 13                             | 2                              | -                   | -                   | -                   | -                   | 206   | 71    | 31    |
| 2022-2023             | Olympique lyonnais      | Ligue 1               | 35          | 27          | 5           | 4               | 4               | 1               | -                 | -                 | -                 | -          | -          | -          | -                              | -                              | -                              | -                              | -                   | -                   | -                   | -                   | 39    | 31    | 6     |
| 2023-2024             | Olympique lyonnais      | Ligue 1               | 29          | 19          | 2           | 6               | 3               | 1               | -                 | -                 | -                 | -          | -          | -          | -                              | -                              | -                              | -                              | -                   | -                   | -                   | -                   | 35    | 22    | 3     |
| 2024-2025             | Olympique lyonnais      | Ligue 1               | 30          | 15          | 2           | 2               | 0               | 0               | -                 | -                 | -                 | -          | -          | -          | C3                             | 10                             | 4                              | 1                              | -                   | -                   | -                   | -                   | 42    | 19    | 3     |
| Sous-total            | Sous-total              | Sous-total            | 94          | 61          | 9           | 12              | 7               | 2               | -                 | -                 | -                 | -          | -          | -          | -                              | 10                             | 4                              | 1                              | -                   | -                   | -                   | -                   | 116   | 72    | 12    |
| Total sur la carrière | Total sur la carrière   | Total sur la carrière | 509         | 238         | 54          | 32              | 14              | 8               | 22                | 11                | 4                 | 4          | 0          | 1          | -                              | 84                             | 32                             | 8                              | -                   | 4                   | 2                   | 0                   | 655   | 297   | 75    |

### En sélection nationale
| Saison                | Sélection             | Phases finales        | Phases finales | Phases finales | Phases finales | Éliminatoires | Éliminatoires | Éliminatoires | Matchs amicaux | Matchs amicaux | Matchs amicaux | Total | Total | Total |
| Saison                | Sélection             | Compétition           | M              | B              | Pd             | M             | B             | Pd            | M              | B              | Pd             | M     | B     | Pd    |
| --------------------- | --------------------- | --------------------- | -------------- | -------------- | -------------- | ------------- | ------------- | ------------- | -------------- | -------------- | -------------- | ----- | ----- | ----- |
| 2012-2013             | France                | -                     | -              | -              | -              | -             | -             | -             | 2              | 0              | 0              | 2     | 0     | 0     |
| 2014-2015             | France                | -                     | -              | -              | -              | -             | -             | -             | 6              | 1              | 0              | 6     | 1     | 0     |
| 2015-2016             | France                | -                     | -              | -              | -              | -             | -             | -             | 2              | 0              | 0              | 2     | 0     | 0     |
| 2016-2017             | France                | -                     | -              | -              | -              | -             | -             | -             | 1              | 0              | 1              | 1     | 0     | 1     |
| 2017-2018             | France                | -                     | -              | -              | -              | 3             | 0             | 0             | 3              | 2              | 0              | 6     | 2     | 0     |
| Total sur la carrière | Total sur la carrière | Total sur la carrière | -              | -              | -              | 3             | 0             | 0             | 13             | 3              | 1              | 16    | 3     | 1     |

### Liste des matchs internationaux
| Matchs internationaux d'Alexandre Lacazette | Matchs internationaux d'Alexandre Lacazette | Matchs internationaux d'Alexandre Lacazette    | Matchs internationaux d'Alexandre Lacazette | Matchs internationaux d'Alexandre Lacazette | Matchs internationaux d'Alexandre Lacazette | Matchs internationaux d'Alexandre Lacazette                          | Matchs internationaux d'Alexandre Lacazette |
|                                             | Date                                        | Lieu                                           | Adversaire                                  | Résultat                                    | Compétition                                 | Notes                                                                |                                             |
| ------------------------------------------- | ------------------------------------------- | ---------------------------------------------- | ------------------------------------------- | ------------------------------------------- | ------------------------------------------- | -------------------------------------------------------------------- | ------------------------------------------- |
| 1                                           | 5 juin 2013                                 | Stade Centenario, Montevideo, Uruguay          | Uruguay                                     | 1-0                                         | Match amical                                | Entre en jeu à la place de Yoann Gourcuff à la 58e minute de jeu.    |                                             |
| 2                                           | 9 juin 2013                                 | Gremio Arena, Porto Alegre, Brésil             | Brésil                                      | 3-0                                         | Match amical                                | Entre en jeu à la place de Mathieu Valbuena à la 70e minute de jeu.  |                                             |
| 3                                           | 7 septembre 2014                            | Stade du Partizan, Belgrade, Serbie            | Serbie                                      | 1-1                                         | Match amical                                | Entre en jeu à la place de Rémy Cabella à la 60e minute de jeu.      |                                             |
| 4                                           | 14 novembre 2014                            | Stade de la route de Lorient, Rennes, France   | Albanie                                     | 1-1                                         | Match amical                                | Titulaire.                                                           |                                             |
| 5                                           | 18 novembre 2014                            | Stade Vélodrome, Marseille, France             | Suède                                       | 1-0                                         | Match amical                                | Entre en jeu à la place de Mathieu Valbuena à la 68e minute de jeu.  |                                             |
| 6                                           | 29 mars 2015                                | Stade Geoffroy-Guichard, Saint-Étienne, France | Danemark                                    | 2-0                                         | Match amical                                | Titulaire et remplacé par Blaise Matuidi à la 71e minute de jeu.     |                                             |
| 7                                           | 7 juin 2015                                 | Stade de France, Saint-Denis, France           | Belgique                                    | 4-3                                         | Match amical                                | Entre en jeu à la place de Antoine Griezmann à la 46e minute de jeu. |                                             |
| 8                                           | 13 juin 2015                                | Stade Qemal-Stafa, Tirana, Albanie             | Albanie                                     | 1-0                                         | Match amical                                | Titulaire.                                                           |                                             |
| 9                                           | 8 octobre 2015                              | Allianz Riviera, Nice, France                  | Arménie                                     | 4-0                                         | Match amical                                | Entre en jeu à la place de Antoine Griezmann à la 88e minute de jeu. |                                             |
| 10                                          | 11 octobre 2015                             | Parken Stadium, Copenhague, Danemark           | Danemark                                    | 2-1                                         | Match amical                                | Entre en jeu à la place de Olivier Giroud à la 73e minute de jeu.    |                                             |
| 11                                          | 2 juin 2017                                 | Roazhon Park, Rennes, France                   | Paraguay                                    | 5-0                                         | Match amical                                | Entre en jeu à la place de Olivier Giroud à la 73e minute de jeu.    |                                             |
| 12                                          | 31 août 2017                                | Stade de France, Saint-Denis, France           | Pays-Bas                                    | 4-0                                         | Éliminatoires Coupe du monde 2018           | Entre en jeu à la place de Kingsley Coman à la 80e minute de jeu.    |                                             |
| 13                                          | 3 septembre 2017                            | Stadium de Toulouse, Toulouse, France          | Luxembourg                                  | 0-0                                         | Éliminatoires Coupe du monde 2018           | Entre en jeu à la place de Olivier Giroud à la 59e minute de jeu.    |                                             |
| 14                                          | 7 octobre 2017                              | Stade national Vassil-Levski, Sofia, Bulgarie  | Bulgarie                                    | 1-0                                         | Éliminatoires Coupe du monde 2018           | Titulaire et remplacé par Dimitri Payet à la 76e minute de jeu.      |                                             |
| 15                                          | 10 novembre 2017                            | Stade de France, Saint-Denis, France           | Pays de Galles                              | 2-0                                         | Match amical                                | Entre en jeu à la place de Olivier Giroud à la 73e minute de jeu.    |                                             |
| 16                                          | 14 novembre 2017                            | RheinEnergieStadion, Cologne, Allemagne        | Allemagne                                   | 2-2                                         | Match amical                                | Titulaire et remplacé par Antoine Griezmann à la 76e minute de jeu.  |                                             |

### Buts internationaux
| Buts internationaux d'Alexandre Lacazette | Buts internationaux d'Alexandre Lacazette | Buts internationaux d'Alexandre Lacazette      | Buts internationaux d'Alexandre Lacazette | Buts internationaux d'Alexandre Lacazette | Buts internationaux d'Alexandre Lacazette | Buts internationaux d'Alexandre Lacazette | Buts internationaux d'Alexandre Lacazette |
|                                           | Date                                      | Lieu                                           | Adversaire                                | Score                                     | Résultat                                  | Compétition                               |                                           |
| ----------------------------------------- | ----------------------------------------- | ---------------------------------------------- | ----------------------------------------- | ----------------------------------------- | ----------------------------------------- | ----------------------------------------- | ----------------------------------------- |
| 1.                                        | 29 mars 2015                              | Stade Geoffroy-Guichard, Saint-Étienne, France | Danemark                                  | 1-0                                       | 2-0                                       | Match amical                              |                                           |
| 2.                                        | 14 novembre 2017                          | RheinEnergieStadion, Cologne, Allemagne        | Allemagne                                 | 0-1                                       | 2-2                                       | Match amical                              |                                           |
| 3.                                        | 14 novembre 2017                          | RheinEnergieStadion, Cologne, Allemagne        | Allemagne                                 | 1-2                                       | 2-2                                       | Match amical                              |                                           |

## Palmarès

### En club
Après avoir remporté le Championnat de France des réserves professionnelles en 2009, 2010 et 2011 avec l'équipe réserve de l'Olympique lyonnais, il est vice-champion de France à trois reprises en 2010, 2015 et 2016.
Il remporte la Coupe de France en 2012 et en est finaliste en 2024. Il gagne le Trophée des champions en 2012 et en est finaliste en 2015 et 2016. Il est également finaliste de la Coupe de la Ligue en 2012 et en 2014.
Avec Arsenal, il remporte le Community Shield en 2017 dès son premier match officiel puis la FA Cup en 2020, devenant un des rares joueurs à avoir gagné la Coupe de France et la Cup. Concernant les tournois amicaux, il remporte l'Emirates Cup 2017.
Il est finaliste de la Ligue Europa en 2019.

### En sélection nationale
Finaliste du Championnat d'Europe en 2008 avec l'équipe de France des moins de 17 ans, il remporte avec l'équipe de France des moins de 19 ans le Championnat d'Europe des moins de 19 ans en 2010. Il terminera ensuite quatrième de la Coupe du monde des U20 en 2011 et sera sacré co-meilleur buteur du tournoi à égalité avec Henrique et Álvaro Vázquez (5 buts).
Avec l'équipe de France olympique, Alexandre Lacazette est médaillé d'argent lors des Jeux olympiques de Paris 2024.
| Olympique lyonnais (5) | Arsenal FC (2)                                                                                                  | Équipe de France (1) |
| --- | --- | --- |
| - Coupe de France - Vainqueur : 2012 - Finaliste en 2024 - Trophée des champions - Vainqueur : 2012 - Finaliste : 2015 et 2016 - Championnat de France - Vice-champion : 2010, 2015 et 2016 - Coupe de la Ligue - Finaliste : 2012 et en 2014 - Championnat de France des réserves professionnelles - Champion : 2009, 2010 et 2011 | - Coupe d'Angleterre - Vainqueur : 2020 - Community Shield - Vainqueur : 2017 - Ligue Europa - Finaliste : 2019 | - Championnat d'Europe des moins de 19 ans - Vainqueur : 2010 - Championnat d'Europe des moins de 17 ans - Finaliste : 2008 - Coupe du monde des moins de 20 ans - Quatrième : 2011 - Jeux olympiques - Finaliste : 2024 |

### Distinctions individuelles

#### 2011
- Soulier de Bronze de la Coupe du monde de football des moins de 20 ans avec 5 buts

#### 2012
- Nomination Meilleur espoir de Ligue 1

#### 2014
- Joueur du mois de Ligue 1 en décembre
- Lion d'or (Sportif lyonnais) de l'année[82]
- Membre de l'équipe type de Ligue 1

#### 2015
- Meilleur buteur de Ligue 1 avec 27 buts
- Meilleur joueur de Ligue 1[83]
- Membre de l'équipe type de Ligue 1
- Joueur du mois de Ligue 1 en janvier
- Onze de Bronze[84]

#### 2016
- Élu joueur de l'année en 2016 par OLTV & Olweb[85],[86]
- Meilleur buteur français sur l'année civile avec 30 buts[87]
- Joueur du mois de Ligue 1 en août
- 2e meilleur buteur de l'histoire de l'Olympique lyonnais avec 187 buts
- 2e meilleur buteur de Ligue 1 avec 21 buts

#### 2017
- 2e meilleur buteur de Ligue 1 avec 28 buts
- Membre de l'équipe type de Ligue 1
- Meilleur buteur de l'Olympique lyonnais sur une saison avec 37 buts

#### 2019
- Élu meilleur joueur du Arsenal FC de la saison 2018-2019[88]
- Meilleur joueur d'Arsenal du mois de janvier 2019

#### 2021
- Meilleur joueur d'Arsenal du mois d'avril 2021[89]
- Plus beau but du mois de Premier League de décembre 2021 avec un but contre Manchester City

#### 2023
- 2e meilleur buteur de Ligue 1 avec 27 buts

#### 2024
- 3e meilleur buteur de Ligue 1 avec 19 buts
- Meilleur joueur de Ligue 1 du mois d'avril[90]

## Décorations
- Chevalier de l'ordre national du Mérite (décret du 23 septembre 2024)[1]